# Пеночка-теньковка
Пе́ночка-тенько́вка, тенько́вка, или пе́ночка-кузне́чик (лат. Phylloscopus collybita) — мелкая лесная птица семейства Phylloscopidae) с зеленовато-бурым верхом и беловатым низом. Гнездится в светлых хвойных и смешанных лесах Европы и Азии, местами распространяясь далеко на север. Зимует в странах Средиземноморья, Южной Азии и Центральной Африке. Гнездо в виде шалашика, располагается на земле либо на небольшом возвышении — пне или в гуще кустарника. Питается насекомыми и ягодами бузины.
Своё русское название «теньковка» получила благодаря песне, слегка напоминающей звон падающих капель «тень-тинь-тянь-тень».

## Описание

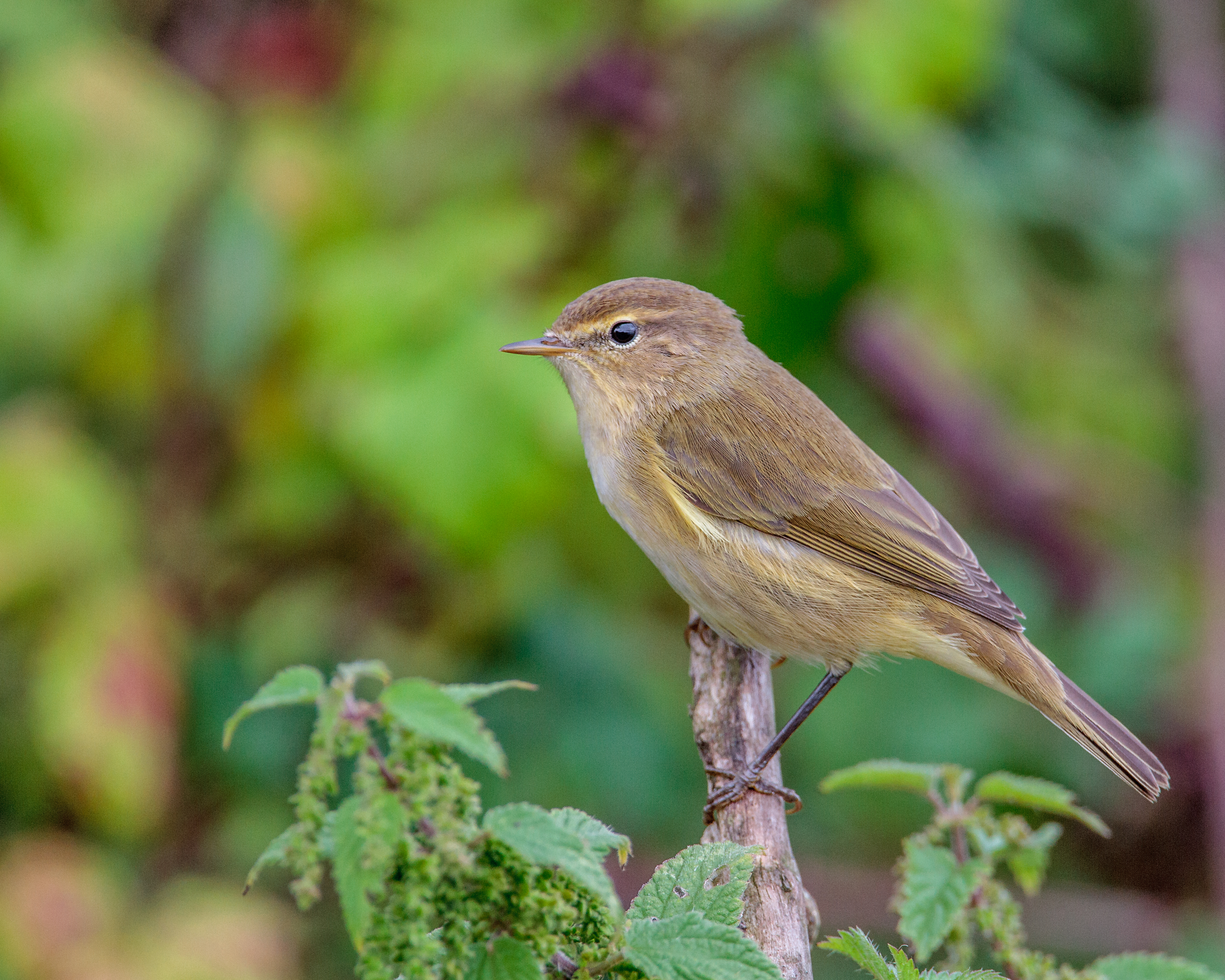

Небольшая приземистая, неярко окрашенная пеночка с коротким хвостом и округлыми крыльями. Длина тела 10—12 см, вес самцов 7—8 г, вес самок 6—7 г. В брачном наряде имеет серовато-бурый верх, в западной части ареала с небольшим оливковым налётом. Низ беловатый, иногда с желтовато-бурым оттенком на горле и боках. На брови неясная короткая беловатая полоса. Осенью оперение становится ещё более тусклым, желтоватый оттенок на боках практически исчезает (у сибирского подвида P. tristis он не выражен вовсе). Перед зимней миграцией проходит достаточно продолжительная полная линька. Только что оперившиеся птенцы по сравнению со взрослыми более буроватые сверху и желтовато-белые снизу. По прошествии порядка 10 недель после оперения молодые птицы линяют и приобретают взрослый наряд.
Клюв достаточно острый, тёмный. Ноги тёмные с желтоватой ступнёй. Внешне похожа на весничку, от которой легко отличается чёрными (а не полностью жёлтыми) ногами и характерным пением — долгим и размеренным повторением отрывистых, то повышающихся, то понижающихся звуков, напоминающих звон капели, что-то вроде «тень-тинь-тянь-тюнь-тинь-тянь».
Позывка — короткое и тихое «тюю», не такое растянутое и двусложное «тю-ить», как у веснички. У иберийской пеночки (Phylloscopus brehmii), ранее считавшейся подвидом пеночки-теньковки и обитающей на Пиренейском полуострове и северо-западной Африке (Алжире), песня более короткая: «тю-тю-тю-уип-уип-читтичиттичитти». Тем не менее в местах обитания обоих видов зачастую бывает трудно различить эти два вида лишь на основании вокализации В отличие от веснички, теньковка иногда опускает хвост.
Кавказские теньковки более похожи на европейский подвид и имеют зеленоватые оттенки и встречаются в лесном поясе, редко выходя в субальпийскую зону.
В песне пеночки-теньковки различают от 13 до 24 слогов.

## Распространение

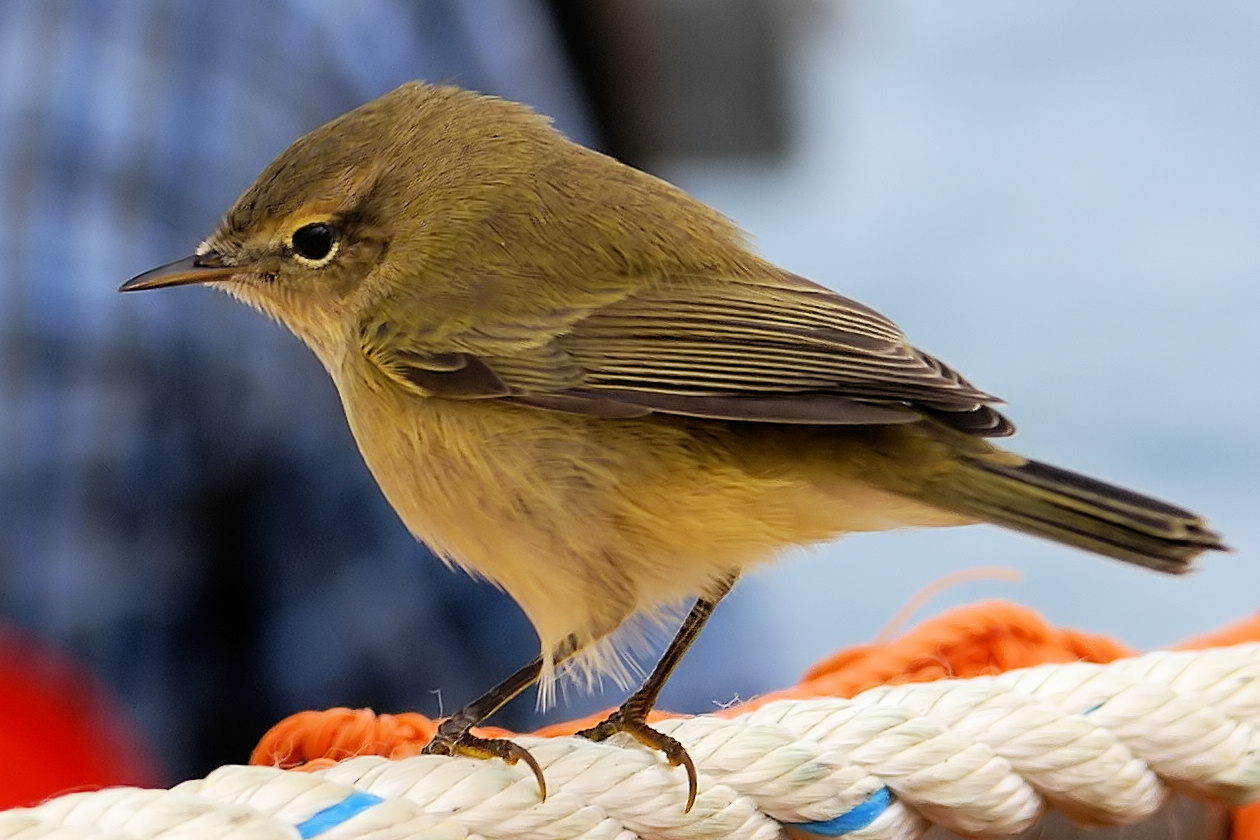
Отдых на палубе в море

Гнездится в Евразии к западу от бассейна Алазеи и среднего течения Колымы. На север поднимается до 67—69° с. ш., достигая Таймыра в районе 72-й параллели. Южная граница гнездовий пролегает приблизительно вдоль южной границы лесов, хотя изолированные популяции имеются на северо-западе Африки, в Западной Турции и на северо-западе Ирана. На большей части ареала перелётная птица, хотя в местах гнездовий обычно появляется раньше других мигрантов и улетает одной из последних. Зимует в Южной Европе, Африке, Ближнем Востоке и Южной Азии.
В местах гнездовий в лесной полосе селится в разреженных лесах, вырубках с высокими деревьями и подлеском, среди которого устраивает свои гнёзда. Как правило, выбирает места с деревьями не ниже 5 м высотой, а нижним ярусом из высокой травы наподобие папоротника орляка или крапивы. В Западной Европе предпочитает лиственные и смешанные леса — так, наблюдения в районе Оксфорда в Великобритании показали доминирование дуба черешчатого (Quercus robur), клёна ложноплатанового (Acer pseudoplatanus) и ясеня обыкновенного (Fraxinus exelsior), а также заросли малины. В Сибири, напротив, отдаёт предпочтение лесам с примесью темнохвойных пород.
В целом, гнездовой биотоп достаточно специфичен и заметно отличается даже от других близких видов пеночек — например, весничка отдаёт предпочтение более молодым и невысоким деревьям, а трещотка менее густому подлеску. В тундре и лесотундре встречается в поймах рек с кустарником по берегам. В местах зимней миграции менее зависима от древесной растительности, и помимо участков также встречается в кустарниковых зарослях. В отличие от веснички, достаточно толерантной к засушливым ландшафтам, теньковка обычно держится возле воды. В последние годы в связи с общим потеплением климата в Западной Европе отмечена тенденция к расширению зимнего ареала на север — например, птицы часто сосредотачиваются в прибрежных районах южной Англии и в окрестностях Лондона. При этом часть птиц ведёт оседлый образ жизни, а часть, относящаяся к подвидам abietinus и tristis, перемещается из более восточных регионов.

## Экология
Ареал теньковки в значительной степени перекрывается с ареалом двух других близких видов пеночек — трещотки и веснички. В отличие от веснички, предпочитающей более открытые биотопы, теньковка, как и трещотка, обитает в лесах, но, в отличие от последней, встречается вблизи полян, просветов, просек и других небольших открытых мест в лесу, поросших густым кустарником или подростом.

## Размножение

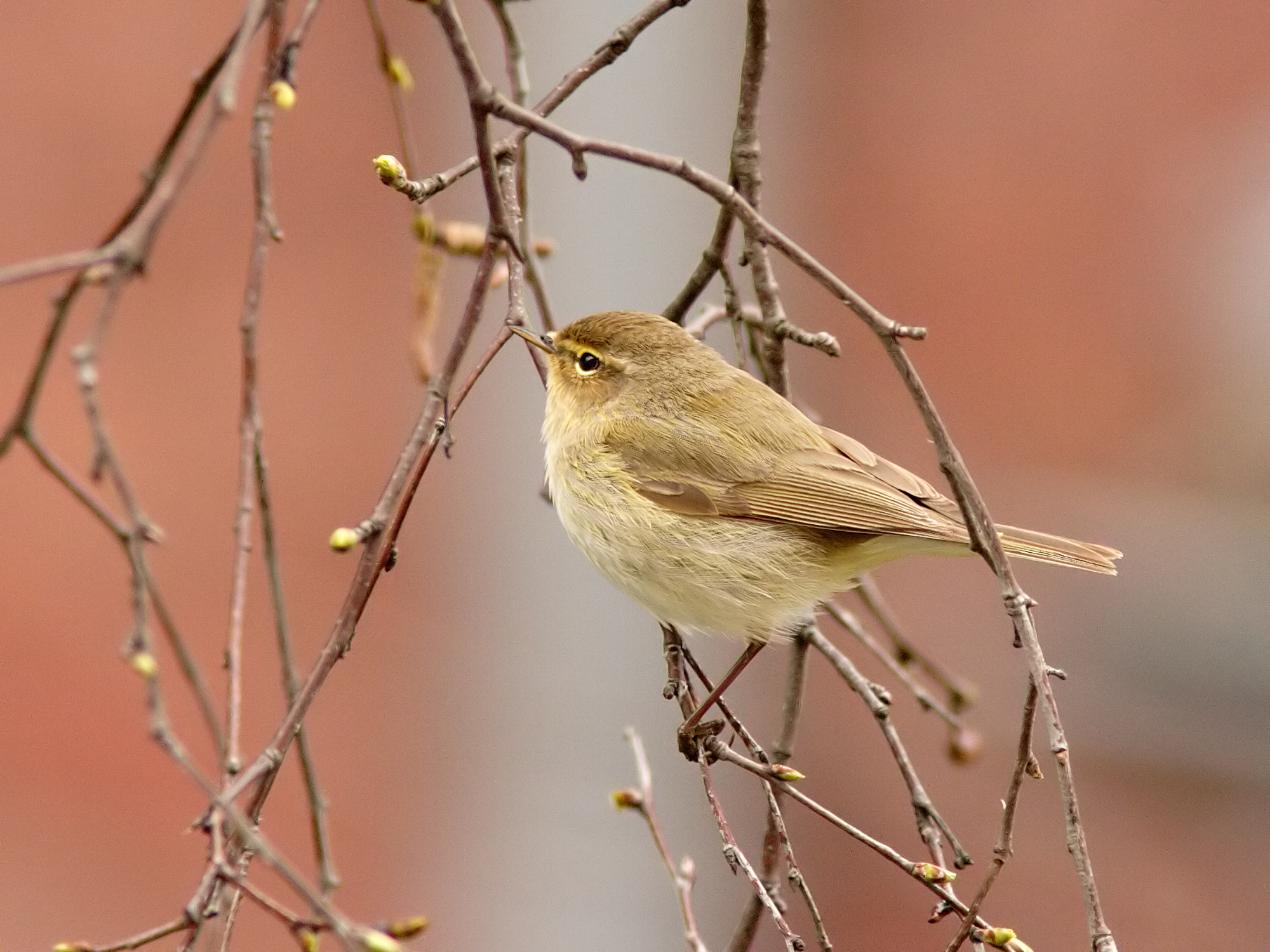
Весной

В места гнездовий пеночка прибывает достаточно рано, когда ещё деревья не покрылись листвой — в Европейской части России в конце марта — апреле, в Сибири под Красноярском — в начале мая. Первыми прилетают самцы, сразу занимают участок и начинают громко петь, сидя на вершине ели либо лиственного дерева, по всей видимости тем самым помечая место и подзывая самок. Самки появляются значительно позже — через 2—3 недели после самцов. Заприметив потенциальную партнёршу, самец ритуально порхает вокруг неё, движениями напоминая полёт бабочки. После того как брачная пара сформировалась, другие находящиеся неподалёку самки покидают территорию, которая обычно занимает около 10 м в радиусе от гнезда. Кормовой участок значительно шире и обычно превышает гнездовой в десять и более раз. Полагают, что самки кормятся на большем расстоянии от гнезда, нежели чем самцы.
Строительством и обустройством гнезда, а также насиживанием яиц и уходом за потомством, занимается в основном одна самка, в то время как в задачи самца входит охрана территории. В период размножения самцы достаточно агрессивны по отношению к пришельцам, и вступают в драку с самцами соседних гнёзд и другими мелкими пернатыми. Защищая гнездо, птицы способны атаковать даже более крупных хищников, таких как горностая или охотника за яйцами сойку. Гнездо в виде шалашика с боковым входом, устраивается либо на земле, либо на небольшом, до 75 см, возвышении. Как правило, оно хорошо укрыто в гуще ежевики, крапивы, можжевельника либо другой низкорастущей растительности, и расположено вблизи от светлого, открытого места. В качестве строительного материала используются прошлогодние листья и трава, а для подстилки небольшое количество перьев. Гнездо имеет боковой вход, его высота около 12,5 см, а диаметр 11 см.

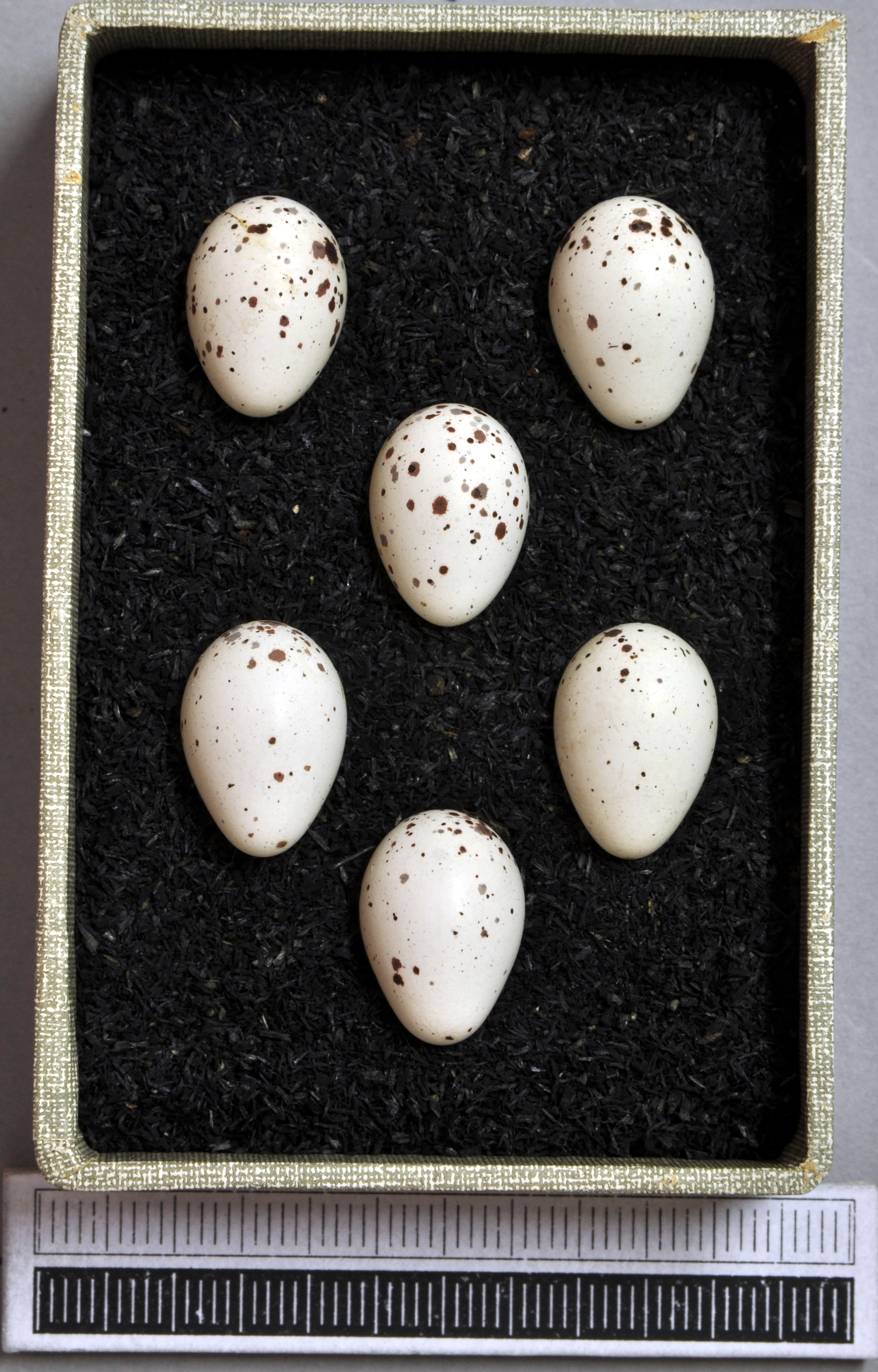
Яйца пеночки-теньковки

Кладка из 2—7 (обычно 5—6) белых яиц с покрытых немногочисленными пестринами и пятнами красноватого, фиолетового или бурого цвета. Яйца более мелкие, чем у веснички — 1,4—1,9 см длиной и 1—1,3 см шириной. Насиживание начинается с последнего яйца и продолжается в течение 14—15 дней. Самка сидит очень плотно, в то время как самец её не кормит и зачастую дальнейшего участия в заботе о потомстве не принимает. Птенцы гнездового типа — после вылупления они почти голые (небольшой пушок серого цвета имеется на голове и спине), слепы и беспомощны. Способность к полёту проявляется ещё через 14—15 дней, во время которых самка добывает корм и ухаживает за потомством. В прохладную или ненастную погоду, когда количество насекомых резко уменьшается, самец может помочь самке прокормить птенцов. После вылета птенцы в течение 3-4 недель держатся в непосредственной близости от гнезда и подкармливаются родителями, хотя интенсивность кормления постепенно уменьшается. По окончании гнездового сезона птицы часто сбиваются в небольшие смешанные стайки с другими пеночками, после чего отлетают в места зимовок.
Брачные пары, по всей видимости, сохраняются лишь в течение одного сезона, даже когда птицы возвращаются к тем же местам гнездовий. Моногамы, изредка наблюдается полигиния. Известны отдельные случаи скрещивания с весничкой — полученное потомство обладает вокальными особенностями обоих видов.

## Питание

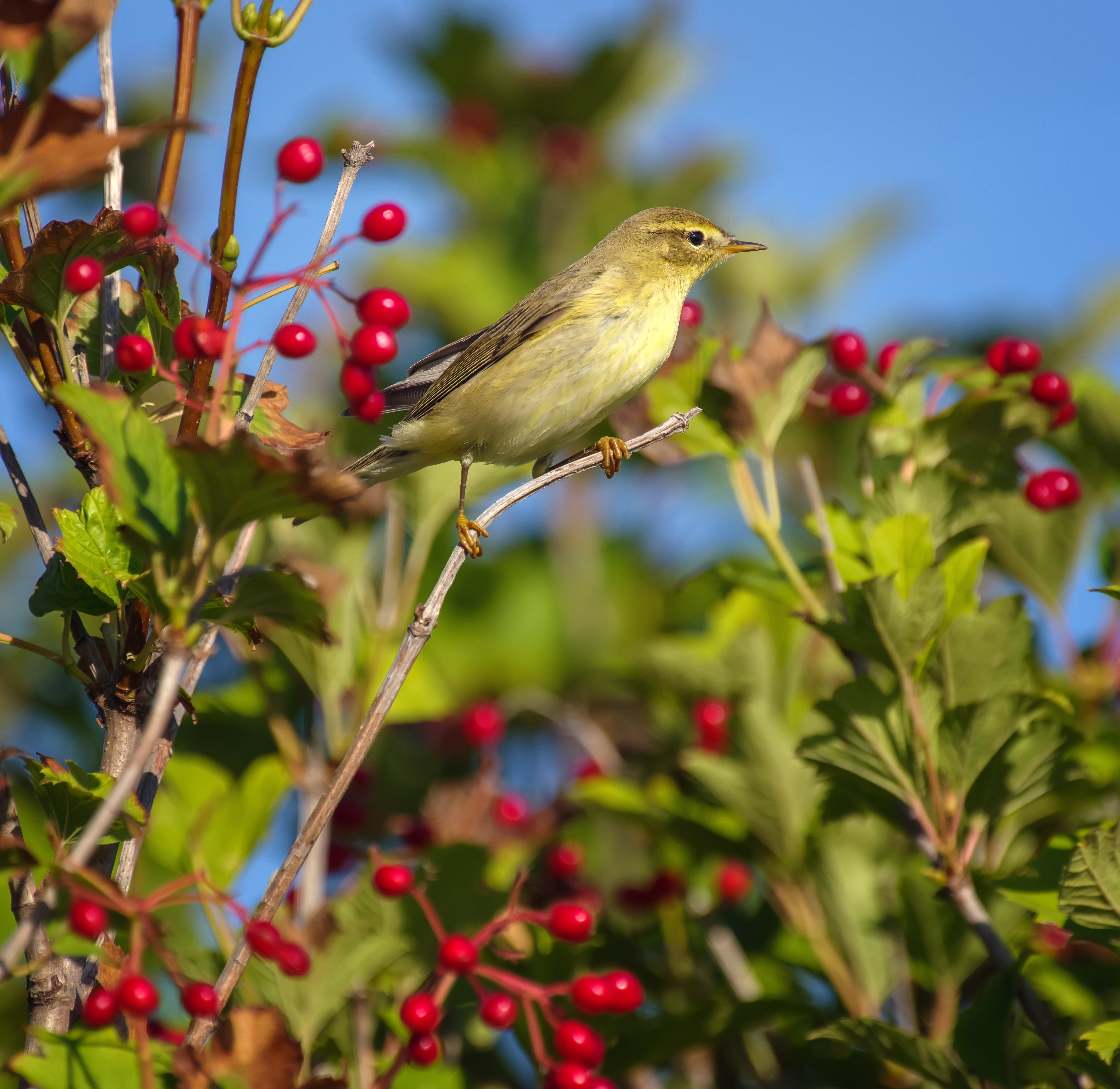

Рацион аналогичный с большинством других пеночек — его основу составляют разнообразные мелкие лесные и водные насекомые и их личинки, а также пауки. В больших количествах употребляет в пищу мух, гусениц зимней пяденицы и других бабочек, небольших жуков. Осенью питается ягодами бузины. Кормится в основном в кронах деревьев и кустарников, в воздухе возле листвы. В день съедает корма около трети собственного веса, а перед осенней миграцией набирает дополнительный жир, необходимый для преодоления дальнего расстояния.
Рацион пеночки может существенно варьировать в зависимости от сезона, биотопа и географического района. Соответственно он меняется от сезона к сезону, от года к году и различен в разных районах. Птицы легко переходят в одного вида корма на другой в зависимости от их обилия и доступности. Питаясь пищей, в целом сходной у трёх видов (веснички, теньковки и трещотки), пеночки обнаруживают избирательность в отношении размера пищевых объектов: трещотка добывает наиболее крупных, весничка средних, а теньковка мелких беспозвоночных. Различия в размере кормовых объектов обусловлены тонкостями кормового поведения птиц и структорой микростаций: трещотка используют энергетически дорогие способы добывания пищи (трепещущий полёт, прыжки и перелёты на далёкое расстояние) и тратит много времени на высматривание жертвы. Поэтому она стремится охотиться на более крупную добычу, чем теньковка и весничка, которые используют менее энергоёмкие приёмы охоты — прыжки по веткам и перепархивания. Кроме того, весничка и теньковка, обитающие среди густой растительности, не могут выбирать крупных жертв из-за ограниченного обзора и вынуждены брать любую встретившуюся на их пути пищу.

## Систематическое положение

### Систематика
Вплоть до конца XVIII века теньковка в качестве самостоятельной птицы не упоминалась, а под пеночкой в Европе обычно понимали три разных, но внешне похожих друг на друга вида — собственно теньковку, пеночку-весничку и пеночку-трещотку. Одним из первых учёных, кто литературно выделил эти три вида, был английский священник и натуралист Гилберт Уайт (Gilbert White, 1720—1793) — в 1789 году в своей работе «Естественная история и древние памятники Селборна» (англ. The Natural History and Antiquities of Selborne) он описал этих птиц на основании особенностей пения. Научное название Sylvia collybita было присвоено теньковке французским орнитологом Луи Вьейо в 1817 году в книге «Новый словарь истории природы» (фр. Nouvelle Dictionnaire d’Histoire Naturelle).
Род пеночки (Phylloscopus), объединяющий более 50 видов мелких лесных насекомоядных птиц со схожей окраской (зеленоватый или буроватый верх и желтоватый, белый либо охристый низ) был описан в 1826 году немецким зоологом Генрихом Бойе (Heinrich Boie). Этот род относится к семейству славковых, хотя с 2006 года появились предложения выделить его во вновь образованное семейство пеночковых (Phylloscopidae). Ближайшие родственники пеночки-теньковки, помимо бывших подвидов — пеночка-весничка, пеночка-трещотка, светлобрюхая и иранская пеночки.

### Подвиды
Международный союз орнитологов выделяет 6 подвидов:
- P. c. collybita (Vieillot, 1817) — западноевропейская теньковка, номинативный подвид. Гнездится в средней и северной Европе на восток до Польши и Болгарии. Зимует к югу от гнездового ареала — в районах Южной Европы и Северной Африки, прилегающих к Средиземному морю[22]. Начиная с 1970-х годов, птицы этого подвида начали расширять свой ареал на север, достигнув Скандинавии — южной границы подвида P. c. abietinus[23].
- P. c. abietinus (Nilsson, 1819) — восточноевропейская теньковка. Гнездится в Скандинавии и севере Европейской части России. Зимой перемещается на юго-восток Европы, северо-восток Африки и Переднюю Азию до Ирака и западного Ирана. В окрасе представляет собой промежуточную форму между P. c. collybita и P. c. tristis — тускло окрашенная зеленовато-оливковая сверху с неясной желтоватой бровью и беловатая снизу (по сравнению с P. c. collybita более светлая).[5] Вокализация очень близка с номинативным подвидом[22]. Окраска изменчива, и вне основных мест обитания точная классификация этого подвида и подвида P. c. collybita может вызвать затруднение.[5] Вокализация не отличается от номинативного подвида[24][25].
- P. (c.) tristis Blyth, 1843 — сибирская, или печальная теньковка. Гнездится в Сибири к востоку от бассейна Печоры, Уфы и среднего течения Урала[4]. Зимует в низовьях Гималаев[22]. Окрас наиболее тусклый среди всех подвидов — серый или буроватый сверху и беловатый снизу, без оливковых и жёлтых оттенков. Белая бровь часто длиннее, чем у более западных форм. Голос[26] — высокая и менее звучная песня «теве-теви-тиве-тевень» и короткая резка позывка «чиит»[5]. Благодаря отличительным особенностям в окрасе и вокализации сибирскую теньковку иногда выделяют в отдельный вид, как это было ранее сделано со среднеазиатской теньковкой P. s. sindianus[27][28].
- P. c. caucasicus Loskot, 1991 — гнездится в Предкавказье и, вероятно, в Закавказье
- P. c. brevirostris — гнездится в Турции
- P. c. mensbieri — гнездится в Копетдаге

Ранее к подвидам также относили:
- P. (c.) sindianus — гнездится на Памире
- P. c. fulvescens Severtzov, 1873 — подвид на стадии пересмотра. Гнездится в местах пересечения ареалов подвидов P. c. abietinus и P. c. tristis, и возможно является их гибридной формой[29]. По другим данным, это самостоятельный подвид[25].